# Pfarrkirche Am Schüttel

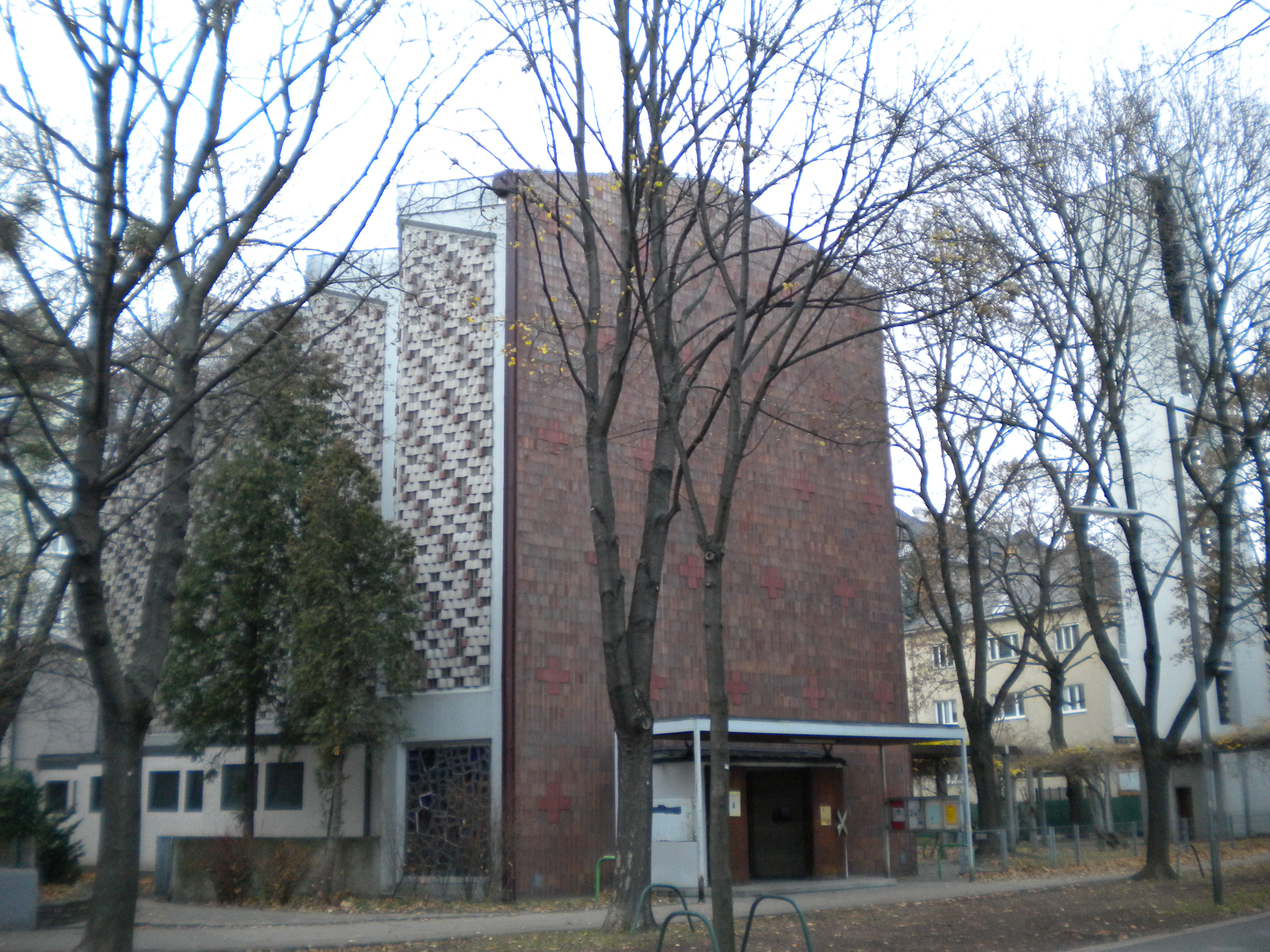
Die Erlöserkirche von der Rustenschacherallee aus gesehen

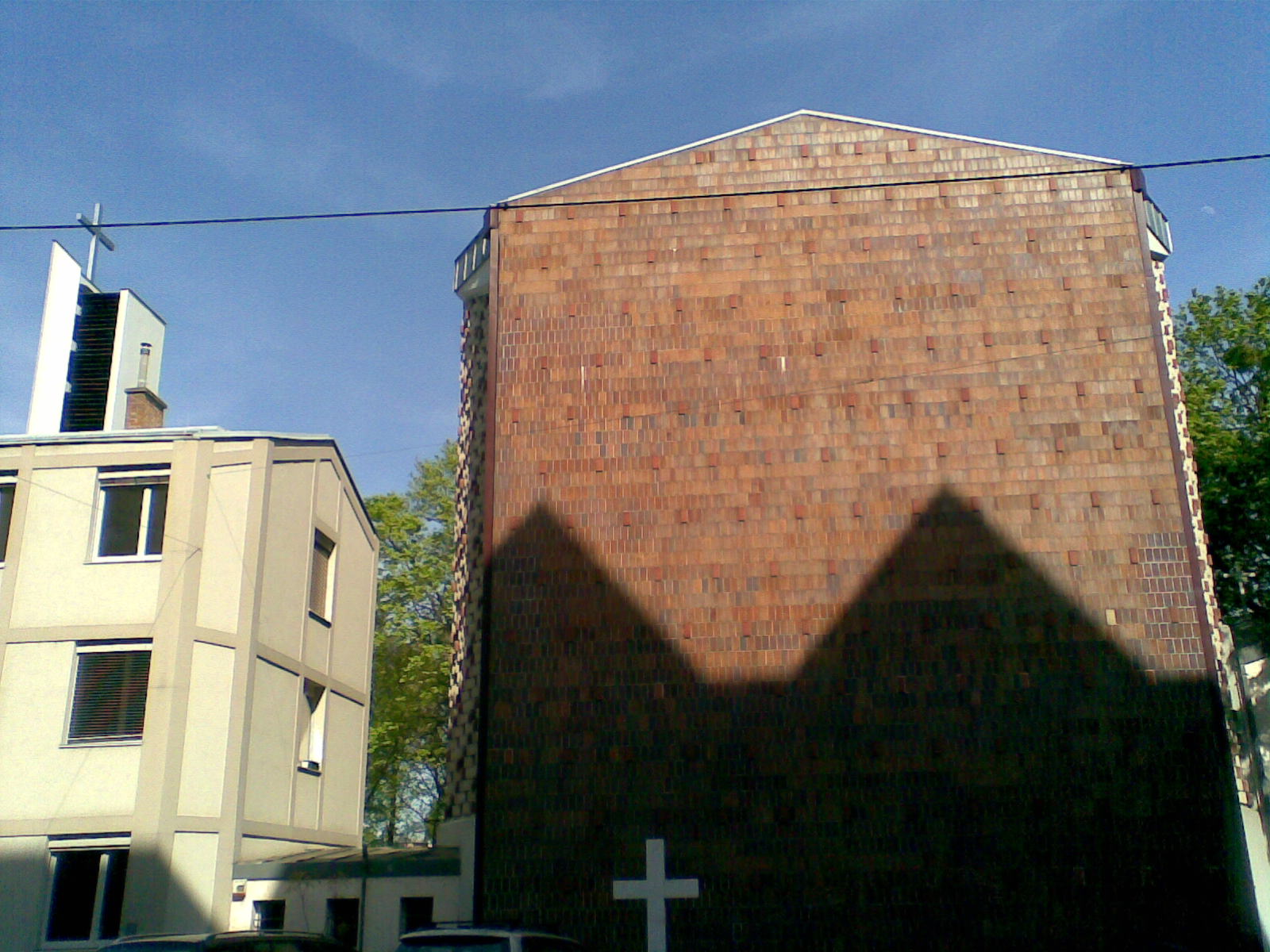
Die Erlöserkirche von der Böcklinstraße aus gesehen

Die Pfarrkirche Am Schüttel ist eine römisch-katholische Pfarrkirche im 2. Wiener Gemeindebezirk Leopoldstadt im Bezirksteil Pratercottage (zwischen Donaukanal und Prater) in der Rustenschacherallee 14 (Haupteingang der Kirche). Die Pfarre (Adresse: Böcklinstraße 31) liegt im Dekanat 3 des zur Erzdiözese Wien gehörenden Vikariates Wien Stadt.
Sie ist Jesus Christus als Erlöser geweiht.

## Geschichte
Der Ursprung gehrt auf eine ältere kleinere Kirche, die 1926 aus Favoriten transferiert wurde und aus einem Barackenlager für Kriegsverwundete stammte. Nachdem die Kirche an ihrem ursprünglichen Standort bei der Spinnerin am Kreuz nicht mehr benötigt wurde, wurde sie im Jahr 1926 abgetragen und am Standort des jetzigen Pfarrgarten aufgebaut.1946 wurde sie zur Pfarrkirche erhoben.
Die neu errichtete Kirche wurde in den Jahren 1960 bis 1962 nach Plänen der Architekten Karl Raimund Lorenz und Oktavian Orba erbaut.
Seit dem 29. November 2015 bildet die Pfarre Am Schüttel im Rahmen des Strukturprozesses der Erzdiözese Wien, gemeinsam mit den Pfarren Erdberg, Neuerdberg und St. Othmar unter den Weißgerbern, den Entwicklungsraum „Am Donaukanal“.

## Architektur
Es handelt sich um einen Stahlbetonbau auf rechteckigem Grundriss mit freistehendem Glockenturm, der über eine Pergola sowohl mit dem Kirchengebäude als auch mit dem Pfarrhaus verbunden ist. Eingangsfront und Chorwand haben Klinkerverkleidung, die Seitenwände sind durch Beton- und Glasziegel rhythmisch gegliedert.

## Ausstattung
Der Innenraum besteht aus einem hohen Saal mit einer Empore, der durch Streben gegliedert ist.
Die Kreuzwegglasfenster stammen von Franz Deéd, die Fenster am Emporenaufgang sowie weitere Glasarbeiten von Max Heilmann. Das Altarkreuz ist eine Cloisonné-Arbeit von Gertrude Stöhr, in der Sakramentskapelle befindet sich zudem eine Madonnenstatue von Paul Peschke und in einer weiteren Seitenkapelle ein Wandteppich von Hermine Aichenegg.

## Orgel
Die Kirche wurde 1926 mit einer einmanualigen, 6 Register großen elektro-pneumatischen Orgel von Johann M. Kauffmann ausgestattet. 1973 erhielt die Kirche eine von Rudolf Novak errichtete elektropneumatische Orgel, die über 16 Register, worunter sich allerdings 4 Auszüge befanden, auf zwei Manualen und Pedal verfügte. 2012 wurde dieselbe in die Kirche St. Peter und Paul in Mackovec Cakovec in Kroatien übertragen und durch eine 39 Register auf drei Manualen und Pedal umfassende, im Jahr 1961 von Karl Schuke für die Neue Pauluskirche in Essen errichtete Orgel ersetzt; die Transferierung wurde von Orgelbau Willi Peter/Ekkehard Fehl durchgeführt.

## Bilder

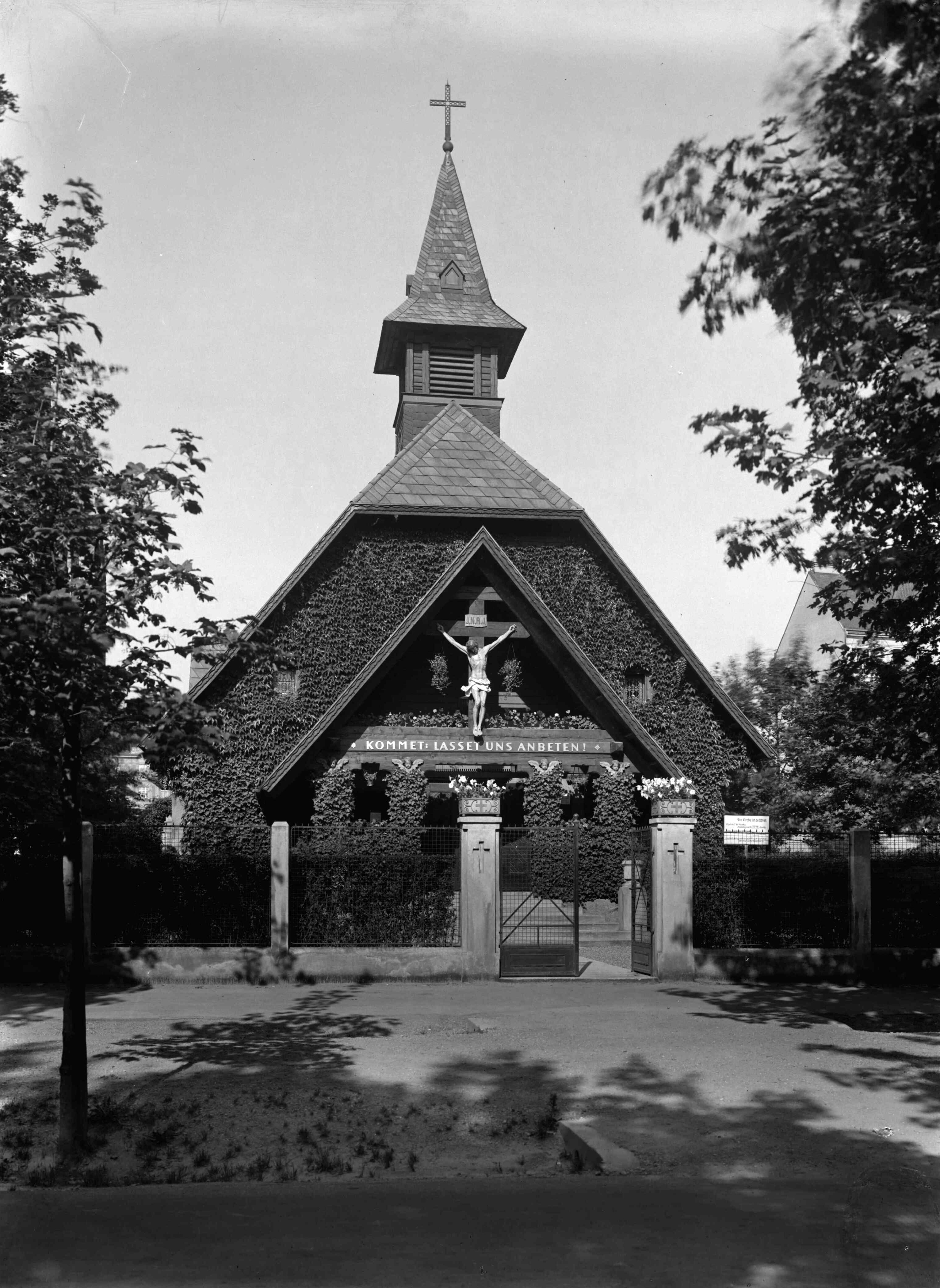
Außenansicht der alten Holzkirche im Jahr 1934
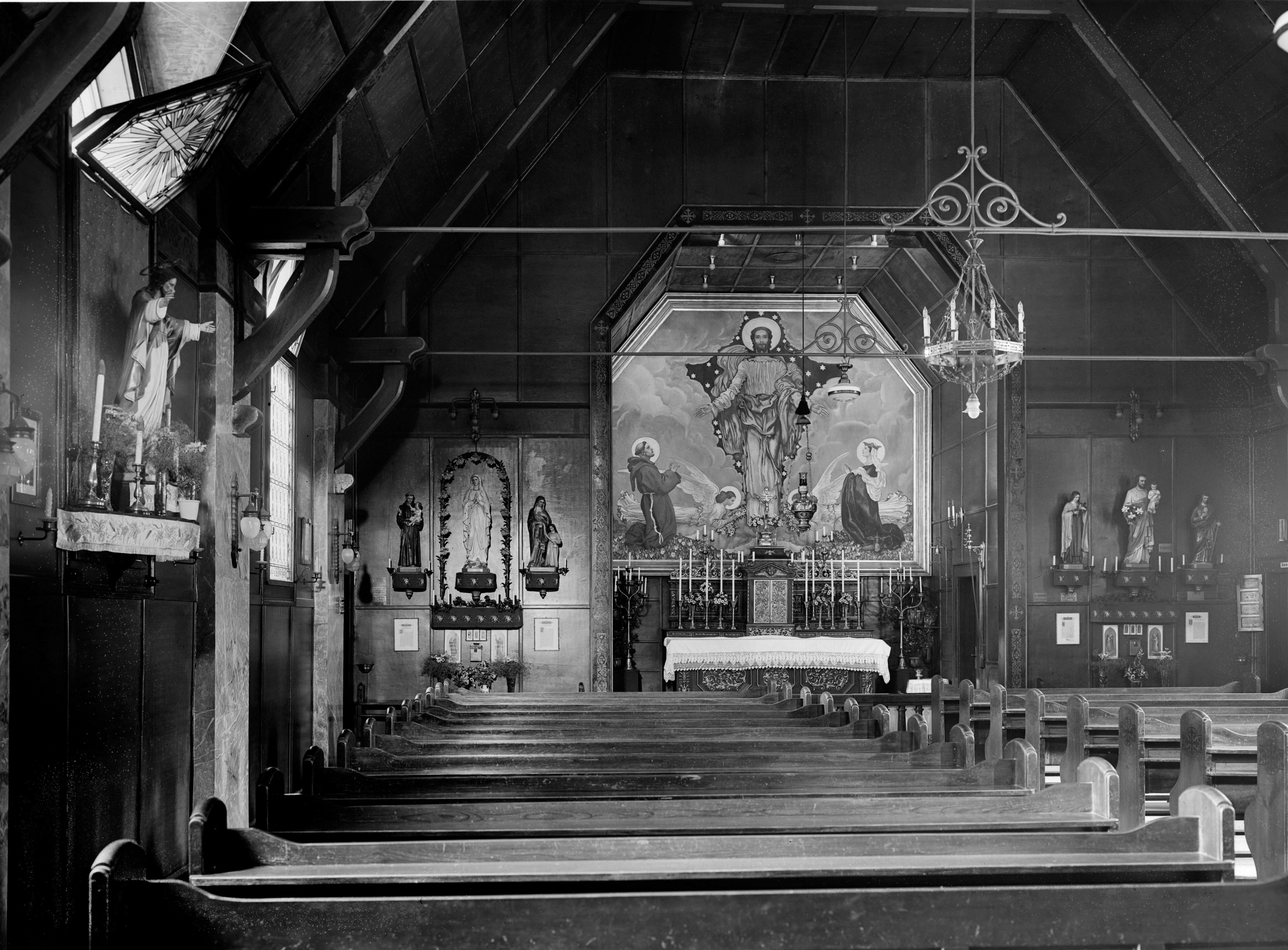
Innenansicht im Jahr 1934
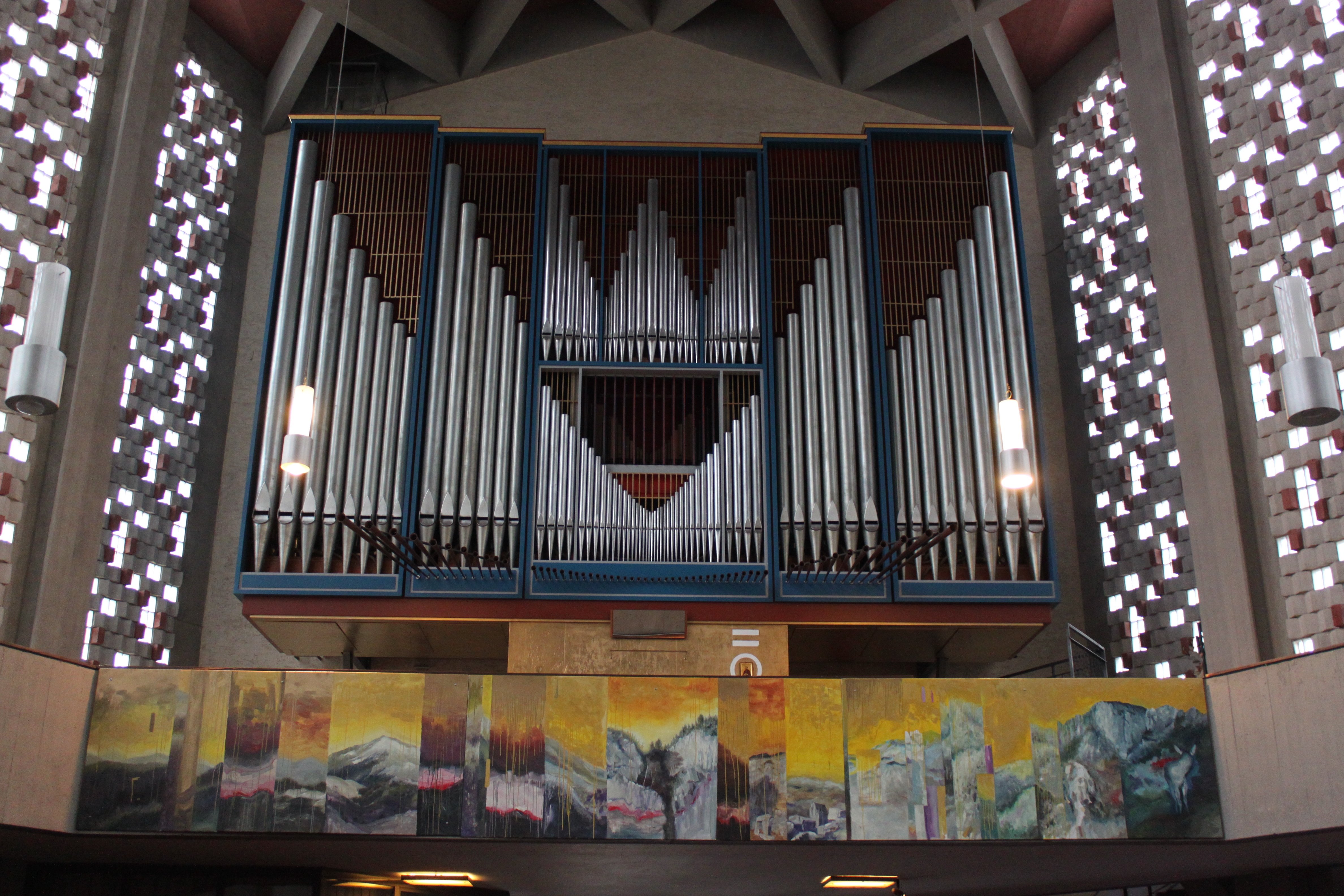
Die 1973 errichtete Orgel.
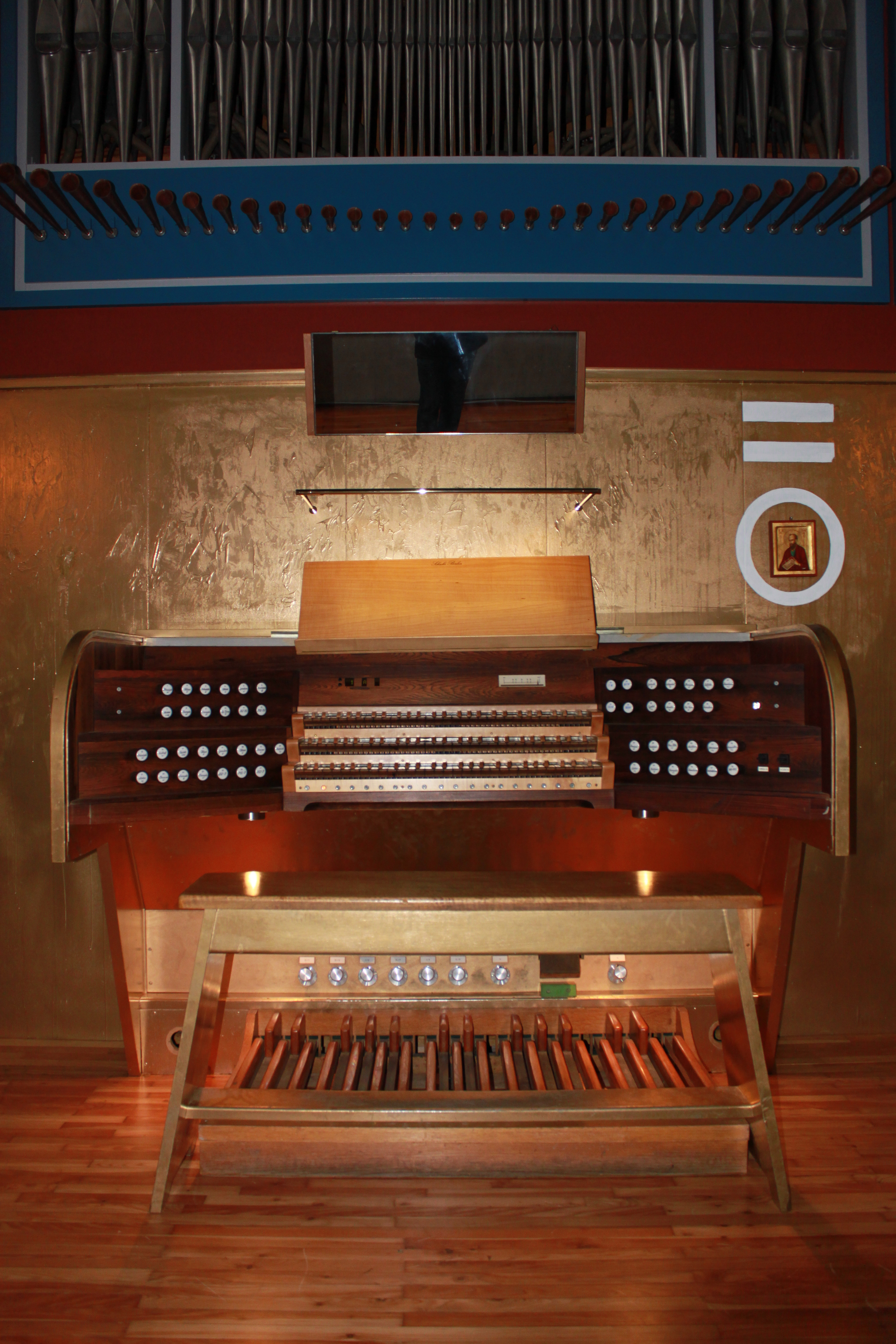
3-manualiger Spieltisch
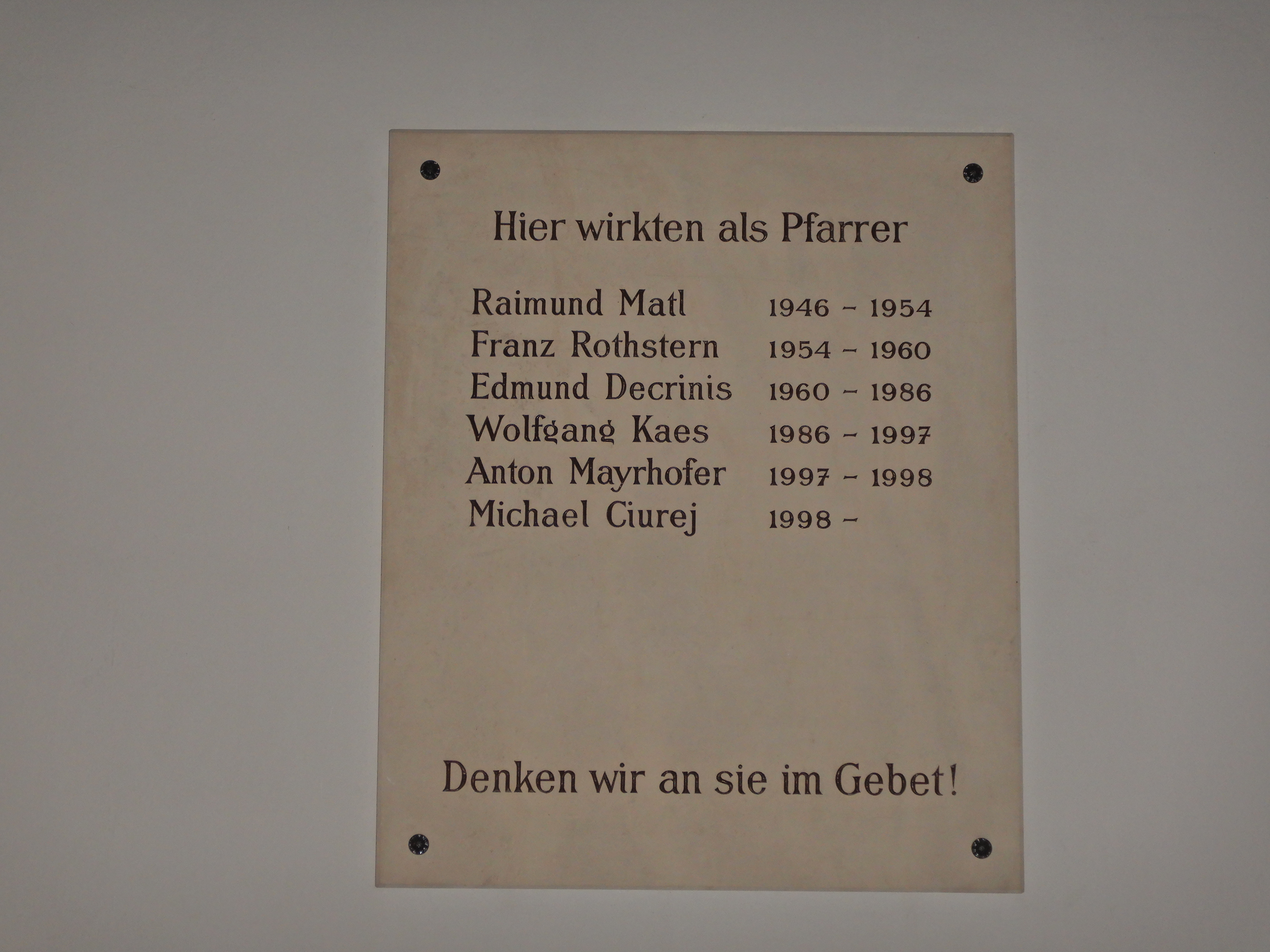
Gedenktafel an die hier wirkenden Pfarrer